# 白潤
白潤（生卒年不詳），字瀛賓，號星槎。河南新鄉縣人，清朝官員。同進士出身。

## 生平
白潤幼年貧苦好學，進學後以授讀爲業。鄉試多次受挫而不氣餒怨尤，終於在道光二十四年（1824年）考中甲辰科舉人，道光二十七年（1847年）中式丁未科三甲進士，以知縣分發湖北，歷任監利、武昌、大冶、鍾祥等縣。後曾主講卜里書院。民國《新鄉縣續志》有傳。